# (1033) Simona
(1033) Simona – planetoida z pasa głównego asteroid okrążająca Słońce w ciągu 5 lat i 77 dni w średniej odległości 3 au. Została odkryta 4 września 1924 roku w Obserwatorium Yerkes w Williams Bay przez George’a Van Biesbroecka. Nazwa planetoidy pochodzi od imienia córki odkrywcy. Przed jej nadaniem planetoida nosiła oznaczenie tymczasowe (1033) Simona 1924 SM.